# Alejandro Murguía
Alejandro Murguía (1949) è un poeta, scrittore e attivista statunitense.

## Biografia
Alejandro Murguía vive a San Francisco dove svolge l'attività di insegnante presso la San Francisco State university. 
Autore di Southern Fronte This war called love, è risultato  in entrambi i casi vincitore dell'American Book Awards. Il suo libro The medicine of Memory, racconta il Mission District degli anni settanta, durante il movimento di solidarietà per il Nicaragua, paese dove ha combattuto durante la rivolta sandinista.
Ha fondato il Mission District Cultural center e la The Roque Dalton Cultural Brigade.
Il suo racconto The Other Barrio, incluso nell'antologia San Francisco Noir è recentemente divenuto un film ambientato nel Mission District. Ha pubblicato i libri di poesie Stray poems e Native tongue.
Nel 2012 è stato eletto sesto Poeta Laureato di San Francisco.

## Opere principali

### Racconti
- Southern Front (1990)
- This War Called Love (2002)

### Poesie
- Offerte di carta, Mantova, Gilgamesh Edizioni 2015 ISBN 9788868670269.

### Antologie
- Volcán: poems from Central America: a bilingual anthology di AA. VV. (1983)
- Stray Poems: San Francisco Poet Laureate Series No. 6 di AA. VV. (2014)
- Nuova antologia di poesia americana, Roma, Edizioni Ensemble 2015 ISBN 978-88-6881-036-8.

### Saggi
- The medicine of memory: a Mexica clan in California (2002)

## Premi e riconoscimenti
- American Book Awards: 1991 vincitore con Southern Front[6] e 2003 vincitore con This War Called Love: Nine Stories[7]
- San Francisco Poet Laureate: 2012